# La Route fleurie
Personnages
- Mimi
- Lorette
- Rita
- la concierge
- Jean-Pierre
- Raphaël
- Poupoutzoff
- Gustave
- Bonnardel

Airs
- « On est poète, ou on l'est pas » - Raphaël
- « La route fleurie » - Jean-Pierre
- « Place du Tertre » - Jean-Pierre
- « La vie de Bohème » - Jean-Pierre & Raphaël
- « Les haricots » - Raphaël
- « A Madagascar » - Raphaël
- « Pas d'chance » - Raphaël

La Route fleurie est une opérette en deux actes de Francis Lopez, livret de Raymond Vincy, créée à Lyon au Théâtre des Célestins le 9 décembre 1952 et à Paris au Théâtre de l'ABC le 19 décembre 1952.

## L'œuvre

### Contexte
L'année 1952 est faste pour Francis Lopez : au Théâtre du Châtelet, les représentations du Chanteur de Mexico opérette créée l'année précédente connaissent toujours un important succès ; le compositeur est également en tête de la parade des succès avec la chanson : L'amour est un bouquet de violettes, ainsi qu'avec les trois autres chansons de Violettes impériales. La saison 1952/53 va voir également le succès de l'opérette À la Jamaïque créée le 24 janvier 1954 au Théâtre de la Porte-Saint-Martin à Paris. Francis Lopez va donc avoir — fait unique dans ce genre — trois opérettes simultanément à l'affiche dans trois grands théâtres parisiens.

### Genèse
Vers la fin des années 1940, un producteur canadien, à la demande du fantaisiste Adrien Adrius, propose à Francis Lopez de lui écrire une opérette en moins d'un mois pour la somme de vingt-mille dollars. Le compositeur, avec son librettiste attitré Raymond Vincy, acceptent la proposition. Ainsi est composée une opérette intitulée : Monsieur Si Bémol. L'œuvre est créée au Québec par Adrien Adrius où elle remporte un vif succès,.
En 1952 le chanteur Georges Guétary, qui revient des États-Unis où il a joué dans le film Un américain à Paris d'après l'œuvre éponyme du compositeur George Gershwin, se voit proposer par Mitty Goldin et Léon Ledoux — les directeurs du Théâtre de l'ABC — de jouer une opérette dans leur théâtre. Il se met donc en rapport avec Francis Lopez et Raymond Vincy. La décision est alors prise de reprendre Monsieur Si Bémol sous un nouveau titre et avec quelques modifications.
Dans le but de simplifier la trame du sujet, mais aussi pour s'inspirer du genre de la comédie musicale américaine dans laquelle le chanteur de charme et le comique se partagent la vedette, le rôle de Monsieur Si Bémol est scindé en deux : d'une part un rôle de « jeune premier » (Jean-Pierre) interprété par Georges Guétary ; d'autre part un rôle comique (Raphaël). Pour ce dernier rôle, le compositeur pense à un jeune Normand : Bourvil. Ce dernier tente alors de se faire un nom, mais malgré quelques succès comme Les crayons ou À bicyclette, il connait, à la suite de plusieurs échecs consécutifs, un passage difficile et plus aucun directeur, à Paris, ne veut de lui. Il songe d'ailleurs même sérieusement à quitter le métier. Francis Lopez doit donc batailler avec Mitty Goldin jusqu'à ce que ce dernier accepte finalement de le prendre, mais à ses « conditions », c'est-à-dire avec un faible cachet et avec la clause expresse : « Si on siffle dans la salle, je le renvoie immédiatement ! »,.
Pour le rôle de Lorette, Francis Lopez et Raymond Vincy ont besoin d'un fantaisiste. Ils font appel à une jeune artiste alors dénommée Nini Cordy que le compositeur a découverte récemment au Bœuf sur le toit de Bruxelles que tient Jean Omer un de ses amis. Lors de la signature de son contrat pour le Théâtre de l'ABC, elle décide de remplacer Nini par Annie, donc Annie Cordy.

### Caractéristiques
- Bien qu'appartenant au genre de l'opérette, La Route fleurie se rapproche en fait beaucoup du genre de la comédie musicale, ceci dans le sens où l'écriture de la comédie est suffisamment étoffée pour qu'elle puisse être jouée sans musique. C'est probablement — à côté de la qualité des interprètes — une des raisons pour lesquelles l'œuvre a connu plus de mille-cinq-cents représentations lors de sa création au Théâtre de l'ABC, et qu'elle continue encore actuellement, à être l'une des opérettes les plus jouées de Francis Lopez[13].

- Pour cette œuvre, le compositeur a souhaité sortir de la couleur espagnole caractéristique de ses partitions précédentes au profit de chansons typiquement parisiennes[14].

- La chanson Subitiste interprétée au début du premier acte par Mimi est écrite sur un tempo de boogie-woogie, rythme de jazz très à la mode à l'époque[13].

- Le deuxième acte comprend un numéro comique mettant en scène Raphaël et Lorette intitulé le Da ga da Tsoin Tsoin. Ce numéro permettait notamment à Bourvil et Annie Cordy d'être ovationnés lors de chaque représentation[13].

- Lors de la composition, Francis Lopez venait d'acquérir une villa sur les hauteurs de Cannes, dans le quartier de La Californie et qu'il avait baptisée la « Villa Andalousie ». Aussi, inspiré par le folklore local, il a souhaité intégrer une farandole dans son œuvre, ce qui a donné la chanson Farandole chantée dans le deuxième acte par Jean-Pierre[13].

- Comme dans la plupart des œuvres de Francis Lopez, La Route fleurie comporte une chanson sur le thème de l'amitié. Il s'agit ici en l'occurrence du duo Copains, copains chanté vers la fin du deuxième acte par Jean-Pierre et Raphaël. La structure de ce duo est particulière : il comporte un premier thème chanté par Jean-Pierre seul, puis un second thème construit sur les mêmes harmonies que le premier, chanté par Raphaël seul, enfin les deux thèmes sont chantés simultanément par les deux personnages en s'enchevêtrant[13].

## Première à Lyon
Il avait été convenu que La Route fleurie devait d'abord être jouée au Théâtre des Célestins à Lyon pour y être « rodée » avant qu'elle le soit au Théâtre de l'ABC à Paris. Cette pratique assez courante permet ainsi d'une part de gommer certaines choses lorsqu'elles ne portent pas dans le public, et d'autre part de voir ce que les spectateurs apprécient. L'œuvre fut donc créée à Lyon au Théâtre des Célestins le 9 décembre 1952.

## Création parisienne
La Création parisienne a lieu le 19 décembre 1952. Il s'agit indiscutablement d'un triomphe, aussi bien pour Francis Lopez que pour Annie Cordy, Georges Guétary et Bourvil. À la fin de la représentation, le public rappelle les artistes dix fois de suite, et toute la salle se lève pour acclamer Francis Lopez et Raymond Vincy lorsqu'ils se présentent sur scène. L'opérette sera par la suite représentée au Théâtre de l'ABC jusqu'au 10 juin 1956, et ce à un rythme allant jusqu'à onze représentations par semaine et totalisera mille-cinq-cents représentations. À chaque fois elle fera salle comble au point que des places se vendront au marché noir.
Durant l'ensemble des représentations qui suivirent au Théâtre de l'ABC, l'équipe — à l'exception notable de Bourvil — évoluera. Annie Cordy à qui on propose un rôle dans le film Poisson d'avril abandonne le rôle de Lorette en janvier 1954. Elle est remplacée par la chanteuse Joan Daniell. Georges Guétary obtient vers la même époque de se faire remplacer le lundi par une doublure : Jean-Jacques Lécot. Il abandonne aussi provisoirement le rôle au début de l'été 1954 pour tourner à Berlin une adaptation cinématographique du Baron tzigane.

## Fiche technique
Opérette en 2 actes et 12 tableaux :
- livret : Raymond Vincy ;
- musique : Francis Lopez ;
- orchestration : Jacques-Henry Rys ;
- mise en scène : Max Révol ;
- chorégraphie : fred chrystian
- décors : Pellegry & Deshays ;
- première : 9 décembre 1952, Théâtre des Célestins, Lyon ;
- création à Paris : 19 décembre 1952, Théâtre de l'ABC.

## Distribution et interprètes de la création
- Mimi (Claude Arvelle)
- Lorette (Annie Cordy)
- Rita (Annie Dumas)
- la concierge (Suzy Leroy)
- Jean-Pierre (Georges Guétary)
- Raphaël (Bourvil)
- Poupoutzoff (Frédéric O'Brady)
- Gustave (Hennery)
- Bonnardel (Jean-Louis Allibert)

## Argument

### Acte I
À Montmartre, Place du Tertre, Jean-Pierre, qui voudrait devenir un grand compositeur, partage son atelier avec Raphaël, un poète raté qui essaie de devenir peintre. Ils sont deux amis fidèles insouciants et joyeux, et ils mènent ensemble une vie de bohèmes. Ils ont également décidé de mettre l'ensemble de leurs biens et de leurs ressources en commun, mais pour l'instant, ils mettent plutôt en commun leur manque de biens et de ressources. Ils sont en effet toujours à court d'argent et leur situation serait désespérée si Jean-Pierre ne recevait pas un chèque mensuel d'une tante riche. Raphaël est en outre amoureux de Lorette, qui lui sert de modèle.
Mais un espoir de fortune semble enfin se dessiner. Une opérette dont la musique a été composée par Jean-Pierre a en effet enthousiasmé un producteur. Et ce dernier a indiqué à Jean-Pierre qu'il est prêt à lui verser une confortable avance dès qu'un scénario original lui sera présenté afin qu'il compose une nouvelle opérette. De son côté, Raphaël, a surtout en tête la volonté de déclarer sa flamme à Lorette, mais maladroit et gaffeur, il ne sait pas vraiment comment s'y prendre.
Lors d'une matinée ensoleillée de juin, Mimi — une jeune mannequin — décide de profiter de sa première journée de vacances pour faire un petit pèlerinage à Montmartre, le quartier où elle a été élevée. Elle y retrouve Lorette et Raphaël qui sont ses amis d'enfance. Elle est également présentée à Jean-Pierre. Ce dernier, en la voyant, est subjugué par son charme et tombe aussitôt amoureux d'elle. Mimi n'est certes pas insensible au charme du jeune homme, mais elle est également courtisée par un riche producteur de cinéma quinquagénaire nommé Bonnardel qui lui a d'ailleurs fait une demande en mariage. La jeune fille hésite donc quant au parti à choisir : l'aventure avec Jean-Pierre, ou la sécurité avec Bonnardel. Finalement, elle décide de laisser passer les vacances avant de prendre une décision.
Jean-Pierre décide alors d'inviter Mimi, Lorette et Raphaël à partir avec lui en vacances sur la Côte d'Azur. Ils pourront faire face aux premier frais du voyage grâce au chèque de la tante de Jean-Pierre qui doit lui parvenir le lendemain. Mais lorsqu'il reçoit le chèque tant espéré, celui-ci comporte un zéro de moins que le montant prévu : cinq-mille francs au lieu de cinquante-mille. La tante a en effet décidé de couper les vivres à son neveu. Elle met toutefois à sa disposition, et pour la durée du mois de juillet, sa luxueuse villa « Vacances » qu'elle possède au Cap d'Antibes.
Jean-Pierre décide alors de se rendre chez Bonnardel et il découvre qu'il n'est autre que le fameux producteur. Mais n'ayant pas de scénario, il ne parvient pas à obtenir d'avance financière. Il parvient cependant à louer pour un mois au producteur, la villa de sa tante. Le producteur mettra la villa à la disposition de sa capiteuse maîtresse Rita Florida. Les quatre héros peuvent donc enfin prendre « la route fleurie », qui va les mener sur les bords de la Méditerranée.
Cependant, c'est sans compter sur Gustave — le majordome de la tante de Jean-Pierre à Antibes — car ce dernier a eu comme Jean-Pierre l'idée de louer la villa au professeur Poupoutzoff. Jean-Pierre et ses amis arrivent à la villa, en principe pour seulement quelques heures. Mais, à cause de la double location, ils sont contraints d'y rester afin de pallier les éventuelles difficultés qui pourraient survenir. En effet, Rita et Poupoutzoff arrivent successivement à la villa. La jeune Rita n'est pas insensible au charme de Jean-Pierre, et le professeur… au faciès de Raphaël en qui il reconnaît le type parfait du dégénéré paranoïaque. Finalement, Jean-Pierre et Raphaël parviennent à faire admettre à Rita ainsi qu'à Poupoutzoff leur présence réciproque.

### Acte II
On apprend alors que Bonnardel va arriver à l'improviste. Mimi, qui jusque-là n'était pas sûre de ses sentiments envers Jean-Pierre, n'osait pas dire à ce dernier qu'elle connaissait le producteur, mais elle sait désormais qu'elle aime le jeune homme et lui avoue donc la vérité. Jean-Pierre est d'abord jaloux mais touché par le désintéressement de Mimi, il change rapidement de sentiment à son égard. Mais étant sans fortune, il ne veut cependant pas gâcher la vie de sa bien-aimée. Il lui fait alors comprendre qu'elle n'est en fait pour lui rien de plus qu'une amourette de passage ; Mimi, furieuse, décide alors de se retirer.
Arrive Bonnardel qui reconnaît son compositeur et Rita de son côté apprend l'existence de Mimi, l'atmosphère devient donc orageuse et c'est Raphaël qui fait les frais de la mauvaise humeur générale.
Mais Bonnardel, qui est fondamentalement honnête, permet à Jean-Pierre de pouvoir s'expliquer sur la situation. Le jeune homme lui raconte donc toutes leurs tribulations. Le récit de Jean-Pierre enthousiasme Bonnardel, car il trouve que leur histoire pourra faire un excellent scénario, et il l'achète donc immédiatement à Jean-Pierre. Ainsi, Mimi, Lorette et Rita seront les vedettes du futur film La Route fleurie, qui sera tiré de cette histoire et qui se terminera d'ailleurs par un triple mariage : Jean-Pierre et Mimi ; Raphaël et Lorette ; Bonnardel et Rita.

## La partition
- Ouverture (orchestre).

- Acte I
  - Chœur d'entrée « Petit village dans la ville » (chœur) ;
  - « On est poète, ou on l'est pas » (Raphaël)
  - « Subitiste » (Lorette) ;
  - « La route fleurie » (Jean-Pierre) ;
  - « Place du Tertre » (Jean-Pierre) ;
  - « Une dînette » (Jean-Pierre) ;
  - Orgue De Barbarie (orchestre) ;
  - Duo « La vie de Bohème » (Jean-Pierre, Raphaël) ;
  - « Les grands magasins » (Mimi) ;
  - « Jolie meunière » (Jean-Pierre) ;
  - « Moi, j'aime les hommes » (Lorette) ;
  - « Vacances » (Jean-Pierre) ;
  - « Les haricots » (Raphaël) ;
  - Final I (ensemble).

- Entracte (orchestre).

- Acte II
  - Chœur des domestiques (chœur) ;
  - « A Madagascar » (Raphaël) ;
  - « La belle de l'Ohio » (Florida) ;
  - « Mimi » (Jean-Pierre) ;
  - « Da ga da Tsoin Tsoin » (Lorette, Raphaël) ;
  - « Farandole » (Jean-Pierre) ;
  - « Il a suffi » (air ajouté par la suite) (Jean-Pierre) ;
  - « Je l'aime et puis c'est tout » (Mimi) ;
  - « Ma chanson » (Jean-Pierre) ;
  - Duo « Copains, copains » (Jean-Pierre, Raphaël) ;
  - « Pas d'chance » (Raphaël) ;
  - Final II (ensemble).

## Anecdotes
- Lorsque Francis Lopez a rencontré son ami Jean Omer au Bœuf sur le toit de Bruxelles, pour y mettre au point des représentations de La Belle de Cadix, ce dernier dit au compositeur qu'il est ravi de le voir, car il vient récemment d'engager une jeune fantaisiste dénommée Nini Cordy qui interprète quatre de ces chansons. Après l'avoir vue sur scène, Francis Lopez, séduit, demande à son ami de la lui présenter. La jeune chanteuse arrive alors de mauvaise humeur, car fatiguée après son tour de chant elle souhaite rentrer chez elle pour se coucher. Jean Omer lui demande si elle connait Francis Lopez ; elle répond froidement que non ; Jean Omer lui répond que c'est impossible vu qu'il est l'auteur des quatre chansons qu'elle interprète régulièrement ; et la chanteuse répond alors et sans même jeter un regard sur le compositeur : « Si tu crois que je regarde le nom des auteurs ! ... Ça me plaît, ça me va et c'est tout. ». Ce qui n'empêche pas pourtant Francis Lopez de lui proposer un rôle à Paris pour La Route fleurie. Mais la chanteuse lui répond : « Oh, moi, vous savez Paris ... ! Je suis très bien ici. Je chante mes quatre chansons, et après je rentre chez ma mère ! ». Rentrée à Paris, Francis Lopez, dépité, raconte sa mésaventure à des amis. C'est alors que Henri Bruno qui entend l'histoire et qui a également entendu le compositeur évoquer le « gentil physique » et le tempérament explosif de la chanteuse réagit : « Comment ! ... Tu lui offres sa chance et elle la refuse ! ... Tu vas voir ! ... La semaine prochaine, je me rends à Bruxelles, et je vais lui dire deux mots à ta chanteuse. ». Non seulement Henri Bruno parvint à faire changer d'avis à la chanteuse, mais ils ne se quittèrent désormais plus et se marièrent six ans plus tard[18].
- Lors de la répétition précédant la création au Théâtre de l'ABC à Paris, Francis Lopez aperçoit dans les coulisses Bourvil pleurer. Le compositeur s'approche alors de lui et l'acteur lui tombe dans les bras, lui disant : « Francis, je sais que c'est grâce à toi que j'ai eu le rôle, et je sais aussi que c'est un bon rôle. Mais je suis sûr que je vais me ramasser avec les chansons. Il n'y a pas un mot dedans pour que je me défende ! ». En fait Bourvil étant habitué, depuis les débuts de sa carrière de chanteur, à des paroles plutôt simplistes avec des plaisanteries assez lourdes est déconcerté par l'humour plus léger de Raymond Vincy. Francis après avoir vainement tenté d'argumenter en se sens, décide de faire vibrer la corde de l'amitié à laquelle Bourvil a toujours été sensible et lui dit : « Écoute, André ! Voilà ce que je te propose : ces chansons tu vois, j'ai passé du temps à te les écrire. Avec Raymond Vincy, on y a mis tout notre cœur. Pour l'opérette, bien sûr, mais aussi pour toi, parce que nous t'aimons bien, parce que nous voulons que tu aies du succès et que tu gagnes la partie. Alors, tu comprends, nous aimerions te les entendre chanter au moins une fois sur la scène. Rien qu'une seule fois ! » Bourvil ne peut refuser cette demande mais répond toutefois : « D'accord, je te les chanterai à Paris, le premier soir. Mais dès le lendemain, je les coupe. Tu ne m'en voudras pas, Francis ? ». Ce à quoi ce dernier doit bien entendu lui répondre que non. Mais le succès des interprétations des chansons par Bourvil sera tel que ce dernier consentira sans difficultés aucune à les conserver[13].
- Lors de la création parisienne, juste avant d'entrer sur scène, Bourvil tremblait et Francis doit le pousser sur la scène. Bourvil lui dit alors : « Tu restes là, Francis, tu me le jures ? » ce que lui promet aussitôt le compositeur. Une fois sur scène son attitude gauche et empruntée fait sourire le public et Bourvil lance un regard désespéré en direction des coulisses où se trouve Francis Lopez. Alors il se lance et lorsque arrive la chanson Les Haricots les spectateurs sont en larmes et il est obligé de la bisser. Lorsqu'avec Annie Cordy, il exécute le Da ga da Tsoin Tsoin, le public est en délire et ils doivent le refaire pas moins de cinq fois. Georges Guétary quant à lui doit bisser voir trisser tous ses airs. Annie Cordy quant à elle, devint en France une véritable vedette[19].
- Après son triomphe personnel lors de la création parisienne, Bourvil se précipite, pleurant d'émotion, dans les bras de Francis Lopez et déclare : « Je n'y comprends plus rien ! ... Je n'y comprends plus rien ! ... C'est trop beau, Francis, trop beau ... ! »[15].
- Du trio Annie Cordy, Georges Guétary, Bourvil, Bourvil fut le seul à assurer les représentations au Théâtre de l'ABC jusqu'à la fin, c'est-à-dire du 19 décembre 1952 au 10 juin 1956. Ce qui ne s'est pas passé forcément sans difficultés. En effet voyant Georges Guétary délaisser les représentations à plusieurs reprises pour divers motifs - par exemple, prendre du repos, certificat médical à l'appui, Bourvil voulut en faire autant et prétexta une crise de foie. Bien qu'il ait fourni un certificat médical, les directeurs ne furent pas convaincus et exigèrent son retour, ceci notamment du fait qu'il ne restait alors plus que lui, Annie Cordy ayant également cessé les représentations. Finalement et après différents démêlés, Mitty Goldin, un des directeurs, fit faire une contre-expertise médicale qui déclara Bourvil en bonne santé. Il dut donc aussitôt réintégrer L'A.B.C. L'affaire n'en resta néanmoins pas là et du fait de l'absence de l'acteur, les directeurs assignèrent Bourvil, son imprésario et son médecin au tribunal, exigeant un million de dommages et intérêts. Un compromis fut cependant finalement trouvé[20].

## Adaptations à la télévision
- 1981 : La Route fleurie (du livret de Raymond Vincy), téléfilm de Jean-Roger Cadet